# Civil Rights Act (1875)
Il Civil Rights Act (Legge sui diritti civili) del 1875 fu una legge federale degli Stati Uniti proposta dal Senatore Repubblicano Charles Sumner e dal rappresentante repubblicano Benjamin Butler nel 1870 nel corso della presidenza di Ulysses S. Grant. La legge fu approvata dal Congresso degli Stati Uniti nel febbraio 1875 e firmata dal presidente Grant il 1º marzo 1875. Le disposizioni legislative garantivano che ciascuno, indipendentemente dalla razza, dal colore della pelle o dalla precedente condizione di schiavitù aveva diritto allo stesso trattamento nei luoghi pubblici, per esempio trasporto e osterie.
Nel caso qualcuno avesse violato la legge veniva stabilita una condanna pecuniaria che variava da un minimo di 500 a un massimo di mille dollari accompagnata da una possibile incarcerazione da un minimo di 30 giorni a un massimo di un anno. Tuttavia la legge fu applicata raramente: il ripiegamento delle truppe federali dagli stati del sud ebbe l'effetto di rendere la legge sostanzialmente inapplicata se non, raramente, da alcuni ufficiali federali e da alcuni privati cittadini.
La Corte Suprema degli Stati Uniti d'America nel 1883 la dichiarò incostituzionale sostenendo che il congresso non aveva il potere di regolare la condotta degli individui. Il XIV emendamento proibisce infatti le discriminazioni purché sia uno stato a commetterle, e non un individuo; tuttavia molte delle previsioni della legge furono reinserite nel Civil Rights Act del 1964 e nel Fair Housing Act usando il potere federale di regolare il commercio inter statale.